# Giancarlo De Cataldo
Giancarlo De Cataldo (Tarento, 7 de febrero de 1956) es un novelista, guionista y dramaturgo italiano.

## Biografía
Nacido en Tarento, De Cataldo se licenció en Derecho y fue magistrado de la Corte d'Assise en Roma. Hizo su debut literario en 1989, con la novela Nero come il cuore ("Negro como el corazón"). Es más conocido por las novelas Roma criminal (2002), que fue adaptada al cine por Michele Placido, y Suburra (2015), coescrita con Carlo Bonini y adaptada al cine por Stefano Sollima.
Ensayista, dramaturgo, traductor, escritor de radio y televisión y guionista, De Cataldo ha trabajado, entre otros, en We Believed, de Mario Martone, por la que ganó un premio David di Donatello .  Colaboró con numerosas publicaciones, entre ellas la Repubblica, Il Messaggero, L'Unità, Paese Sera y La Gazzetta del Mezzogiorno. 